# Mijail Nuáima
Mijail Nuáima (también transcrito como Mikhail Naimy; en árabe :ميخائيل نعيمة), nació en el Líbano en 1889. Autor y poeta, fue miembro de la Liga de Escritores.
Na'ima finalizó su educación secundaria en la escuela Baskinta. Estudió en el Instituto de Profesores Rusos en y en el Seminario de Teología en Poltava, Ucrania. Se trasladó a los Estados Unidos donde obtuvo el diploma en Derecho y Literatura por la Universidad de Washington, iniciando su carrera de escritor en Walla Walla, Washington , en 1919. Escribió en árabe, inglés y ruso.
Al graduarse, se mudó a Nueva York, donde con Khalil Gibran y otros ocho escritores más formó el movimiento La Liga de escritores de Nueva York (Rābita al-Qalamiyya). Junto con Khalil Gibran tomaron la presidencia de ésta. En 1932, después de haber vivido en Estados Unidos durante 21 años, y tras la muerte de Yibrán Jalil Yibrán, regresó a Baskinta, Líbano. Fijada aquí su residencia, falleció en Beirut oriental el día 28 de febrero de 1988 a causa de una neumonía. Tenía 98 años.

## Creación literaria
La mayoría de sus obras escritas en inglés y ruso fueron traducidas por él mismo al árabe. Produjo más de treinta obras de poesía, prosa narrativa, drama, autobiografía, crítica literaria y ensayo. Entre ellas destacamos El Libro de Mirdad, en árabe: Kitab Mirdad - كتاب مرداد , que consiste en un texto místico publicado por primera vez en el Líbano en 1948. En él se describe la naturaleza de la existencia humana y la relación del hombre con el Dios interior. Además se refleja su persona y su pensamiento filosófico. El místico Osho opinó sobre esta obra lo siguiente: “Hay millones de libros en el mundo, pero El Libro de Mirdad destaca muy por encima de cualquier libro de la existencia."

## Colección poética
El susurro de los párpados es la única colección de poemas meditativos de Naima, escritos en ambas lenguas árabe e inglés. El estilo fresco de la poesía que introdujo Naima en este libro influenció posteriormente en la poesía árabe moderna.

## Biografía
La primera biografía sobre Naima la escribió su asociado y viejo amigo Khalil Gibran, escritor, artista, poeta y filósofo libanés; primeramente fue publicada en 1934 en árabe. Más tarde, fue traducida al inglés y reimpresa en 1950.
Entre los años 1959 y 1960 Na'ima publicó, con el nombre de Setenta, su propia biografía. Formulada en tres partes, hace referencia a la edad promedio que un ser humano puede vivir. Sin embargo, Na'ima vivió hasta los 98 años.

## Obras
La mayoría de sus obras presentan un carácter filosófico e introspectivo.
- A'hadith ma al Sihafah أحاديث مع الصحافة
- A'kabar (1956) أكابر
- Ab'ad Min Moscow.. ابعد من موسكو و من واشنطن
- Aba' wa al Bnun (1917) الآباء والبنون
- Abu Bata أبو بطة
- Al 'Authan الأوثان
- Al Bayader البيادر
- Al Ghirbal الغربال
- Al Marahel (1932) المراحل
- Al Nur wa al Dijur النور و الديجور
- Al Youm al 'Akheer (1963) اليوم الأخير
- Ayoub (1967) ايوب
- Book of Mirdad/Kitab Mirdad (1948, en inglés, 1952, en árabe) كتاب مرداد
- Doroob دروب
- Fi Maheb Al Rih في مهب الريح
- Gibran Khalil Gibran جبران خليل جبران
- Hams Al Jufon همس الجفون
- Hawamish هوامش
- Kan Ma Kan (1927) كان ما كان
- Karem Ala Dareb (1946) كرم على درب
- Liqae لقاء
- Ma Qall wa Dall
- Min wahi Al Massih من وحي المسيح
- Muzkrat Al Arqash (1949) مذكرات الأرقش
- Najwa Al Ghuroub نجوى الغروب
- Sab'aoon (Setenta) سبعون
- Sawat al 'Alam صوت العالم
- Wamadat ومضات
- Ya Ibn Adam يا ابن آدم
- Zaad al M'aad زاد المعاد
- Rasa’il (1974) رسائل

- Datos: Q2311487
- Multimedia: Mikhail Naimy / Q2311487